# Karlo Lulić
Karlo Lulić, né le 10 mai 1996 à Nova Gradiška, est un footballeur croate. Il évolue au poste de milieu offensif au Casarano Calcio.

## Biographie

### En équipe nationale
Avec les moins de 17 ans, il participe au championnat d'Europe des moins de 17 ans en 2013. Lors de cette compétition, il ne joue qu'un seul match, contre la Russie.
Il dispute ensuite quelques mois plus tard la Coupe du monde des moins de 17 ans organisée aux Émirats arabes unis. Lors du mondial junior, il joue deux matchs, contre le Maroc et le Panama.